# ¡Universo!
¡Universoǃ es una historieta de ciencia ficción, con guion y dibujos de Albert Monteys, publicada originalmente por entregas en formato digital en el 2014 por Panel Syndicate y recopilada en álbum por Astiberri Ediciones en 2018. 
Se trata de una serie de relatos autoconclusivos (aunque con pequeñas conexiones entre ellos). Supone un cambio de registro del autor, frente al estilo mucho más caricaturesco que realizaba en la revista El Jueves, si bien sigue usando a menudo el humor para mostrar este mundo retrofuturista.
La versión digital de esta historieta fue nominada al Premio Eisner en 2017.

## Historietas
El primer álbum, publicado en 2018 ( ISBN 978-84-16880-60-7 ) se compone de las historietas:
- ¡El pasado es ahora! (2014)
- La fábrica del amor (2015)
- Lo que sabemos de Taurus-77 (2015)
- Lo que sabemos del planeta Tierra (2016)
- ¡La Cristina del mañana! (2017)

El sexto número apareció en formato digital en diciembre de 2018 y se compone de varias historietas cortas.

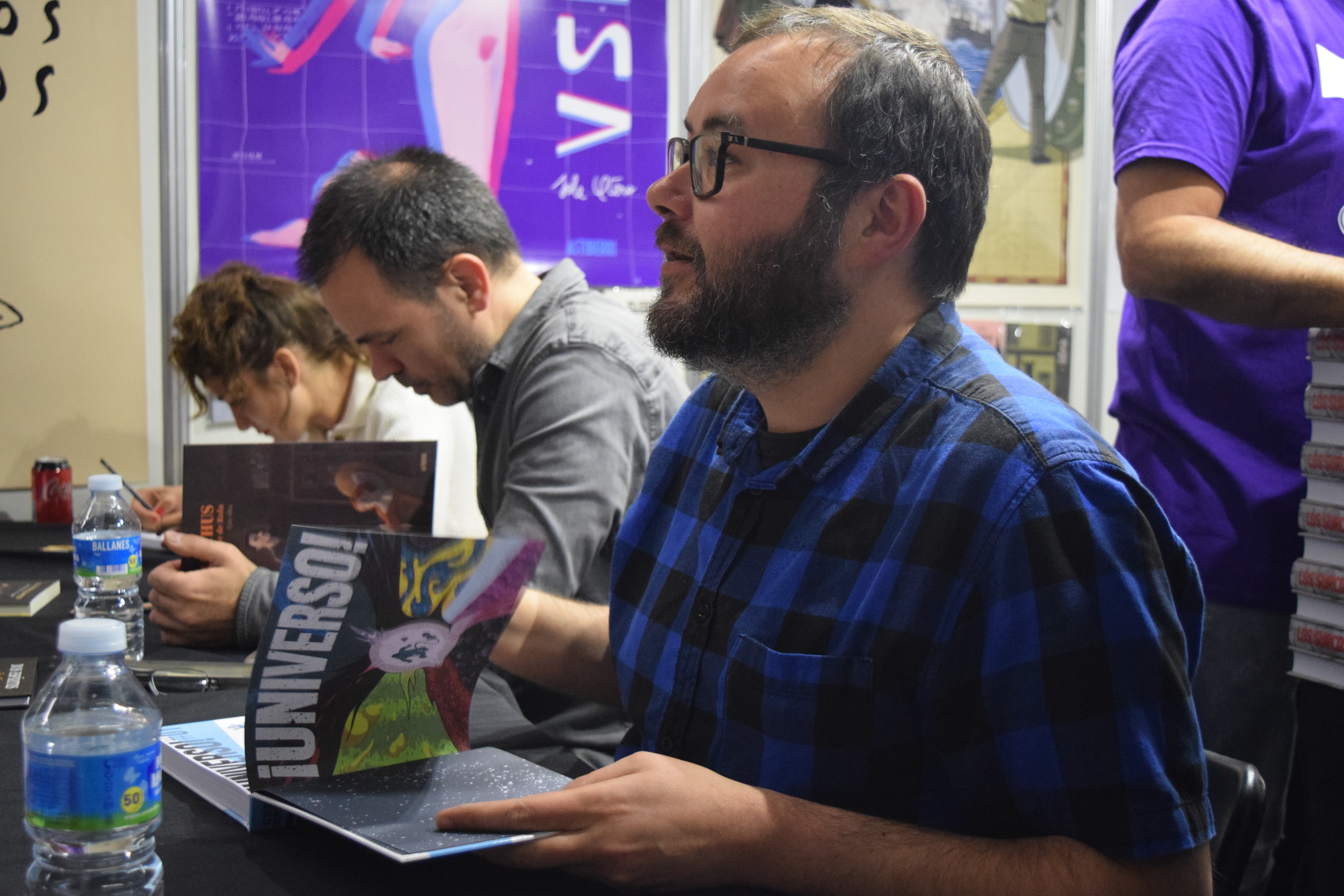
Albert Monteys en la edición del 2019 del Salón Internacional del Cómic de Barcelona.